# Драфт БАА 1948 года
Драфт БАА 1948 года — второй ежегодный драфт Баскетбольной ассоциации Америки (БАА), которая позже стала Национальной баскетбольной ассоциацией (НБА). Драфт был проведён 10 мая 1948 года в преддверии сезона 1948/49. На этом драфте восемь команд БАА, а также четыре клуба, перешедшие из Национальной баскетбольной лиги (НБЛ), по очереди выбирали баскетболистов-любителей из университетов и колледжей США.
Энди Тонкович из Университета Маршалла был выбран под общим первым номером драфта клубом «Провиденс Стимроллерс». Четверо игроков, выбранных в первом раунде, Джордж Кок, Джордж Гауптфухрер, Роберт Гейл и Чак Хангер, никогда не играли в БАА. Три игрока из этого драфта, Гарри Галлатин, Дольф Шейес и Бобби Уонзер, были введены в Зал славы баскетбола.

## Драфт

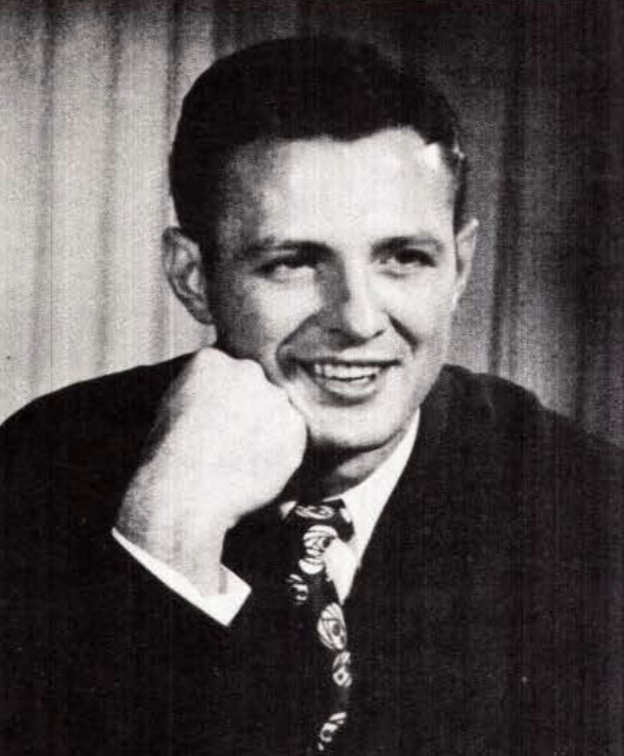
Энди Тонкович — 1-й номер драфта

|  | Игроки, выбранные в Зал славы баскетбола                   |
|  | Участники Матча всех звёзд и игроки сборной всех звёзд НБА |
|  | Участники Матча всех звёзд                                 |
|  | Игроки сборной всех звёзд                                  |
|  | Баскетболисты, не игравшие в НБА                           |

| Раунд | № драфта | Игрок              | Позиция | Команда               | Университет/Колледж |
| ----- | -------- | ------------------ | ------- | --------------------- | ------------------- |
| 1     | 1        | Энди Тонкович      | З       | Провиденс Стимроллерс | Маршалл             |
| 1     | 2        | Джордж Кок         | Ц       | Индианаполис Джетс    | Арканзас            |
| 1     | 3        | Джордж Гауптфухрер | Ц       | Бостон Селтикс        | Гарвард             |
| 1     | 4        | Дольф Шейес        | Ф/Ц     | Нью-Йорк Никс         | Нью-Йорк            |
| 1     | 5        | Эд Майкен          | Ф/Ц     | Чикаго Стэгс          | Де Поль             |
| 1     | 6        | Уолт Будко         | Ф/Ц     | Балтимор Буллетс      | Колумбия            |
| 1     | 7        | Роберт Гейл        | –       | Сент-Луис Бомберс     | Корнелл             |
| 1     | 8        | Уорд Уильямс       | Ф       | Форт-Уэйн Пистонс     | Индиана             |
| 1     | 9        | Чак Хангер         | –       | Миннеаполис Лейкерс   | Калифорния          |
| 1     | 10       | Бобби Уонзер       | З       | Рочестер Роялз        | Сетон-Холл          |
| 1     | 11       | Дон Рэй            | Ф/Ц     | Филадельфия Уорриорз  | Западный Кентукки   |
| 1     | 12       | Джек Николс        | Ф/Ц     | Вашингтон Кэпитолс    | Вашингтон           |

## Другие выборы
В список включены игроки, выбранные на драфте и сыгравшие хотя бы одну игру в БАА/НБА.
| Раунд | № драфта | Игрок           | Позиция | Команда               | Университет/Колледж      |
| ----- | -------- | --------------- | ------- | --------------------- | ------------------------ |
| –     | –        | Джонни Бах      | З/Ф     | Бостон Селтикс        | Фордем                   |
| –     | –        | Джин Берке      | З/Ф     | Нью-Йорк Никс         | Маркетт                  |
| –     | –        | Даррелл Браун   | Ф       | Балтимор Буллетс      | Гумбольдт Стэйт          |
| –     | –        | Джек Бармастер  | З       | Сент-Луис Бомберс     | Иллинойс                 |
| –     | –        | Джейк Картер    | Ф/Ц     | Балтимор Буллетс      | Восточный Техас Стэйт    |
| –     | –        | Джек Коулмен    | Ф/Ц     | Провиденс Стимроллерс | Луисвилл                 |
| –     | –        | Бобби Кук       | З       | Форт-Уэйн Пистонс     | Висконсин                |
| –     | –        | Хук Диллон      | Ф       | Чикаго Стэгс          | Северная Каролина        |
| –     | –        | Арни Феррин     | З/Ф     | Миннеаполис Лейкерс   | Юта                      |
| –     | –        | Билли Габор     | З/Ф     | Рочестер Роялз        | Сиракьюс                 |
| –     | –        | Гарри Галлатин  | Ф/Ц     | Нью-Йорк Никс         | Северо-Восточный Миссури |
| –     | –        | Эрл Гарднер     | Ф       | Миннеаполис Лейкерс   | Де Паув                  |
| –     | –        | Ди Гибсон       | З/Ф     | Миннеаполис Лейкерс   | Западный Кентукки        |
| –     | –        | Алекс Ханнум    | Ф/Ц     | Индианаполис Джетс    | Южная Калифорния         |
| –     | –        | Маршалл Хокинс  | Ф       | Бостон Селтикс        | Теннесси                 |
| –     | –        | Джо Холланд     | Ф       | Балтимор Буллетс      | Кентукки                 |
| –     | –        | Уити Качан      | З       | Чикаго Стэгс          | Де Поль                  |
| –     | –        | Лео Каткавек    | З       | Вашингтон Кэпитолс    | Северная Каролина Стэйт  |
| –     | –        | Том Келли       | З       | Бостон Селтикс        | Нью-Йорк                 |
| –     | –        | Энди Костека    | Ф       | Индианаполис Джетс    | Джорджтаун               |
| –     | –        | Дэн Краус       | З       | Балтимор Буллетс      | Джорджтаун               |
| –     | –        | Херб Краутблатт | З       | Балтимор Буллетс      | Райдер                   |
| –     | –        | Лео Кубяк       | З/Ф     | Рочестер Роялз        | Боулинг Грин             |
| –     | –        | Рэй Ламп        | З       | Индианаполис Джетс    | Нью-Йорк                 |
| –     | –        | Мел МакГаа      | З       | Нью-Йорк Никс         | Арканзас                 |
| –     | –        | Мюррэй Митчелл  | Ц       | Бостон Селтикс        | Сэм Хьюстон Стэйт        |
| –     | –        | Джонни Орр      | Ф       | Миннеаполис Лейкерс   | Белуа                    |
| –     | –        | Изи Пархэм      | З/Ф     | Сент-Луис Бомберс     | Техас Уэслиан            |
| –     | –        | Джек Паркинсон  | З       | Вашингтон Кэпитолс    | Кентукки                 |
| –     | –        | Эд Питерсон     | Ц       | Нью-Йорк Никс         | Корнелл                  |
| –     | –        | Рой Пью         | Ф/Ц     | Филадельфия Уорриорз  | ЮМУ                      |
| –     | –        | Текс Риттер     | З       | Нью-Йорк Никс         | Восточный Кентукки       |
| –     | –        | Кенни Роллинз   | З       | Форт-Уэйн Пистонс     | Кентукки                 |
| –     | –        | Дик Шрайдер     | З       | Нью-Йорк Никс         | Огайо                    |
| –     | –        | Оди Спирс       | З       | Чикаго Стэгс          | Западный Кентукки        |
| –     | –        | Брейди Уокер    | Ф/Ц     | Провиденс Стимроллерс | Бригам Янг               |
| –     | –        | Дик Уэр         | Ф       | Индианаполис Джетс    | Райс                     |
| –     | –        | Мюррэй Уайер    | З       | Форт-Уэйн Пистонс     | Айова                    |
| –     | –        | Ди-Си Уилкатт   | З       | Сент-Луис Бомберс     | Сент-Луис                |

## Известные не выбранные игроки
В таблице представлены игроки, которые не были выбраны на драфте 1948 года, но провели хотя бы одну игру в НБА.
| Игрок       | Позиция | Университет/Колледж |
| ----------- | ------- | ------------------- |
| Дейв Майнор | з       | УКЛА                |